# Anton van Hooff

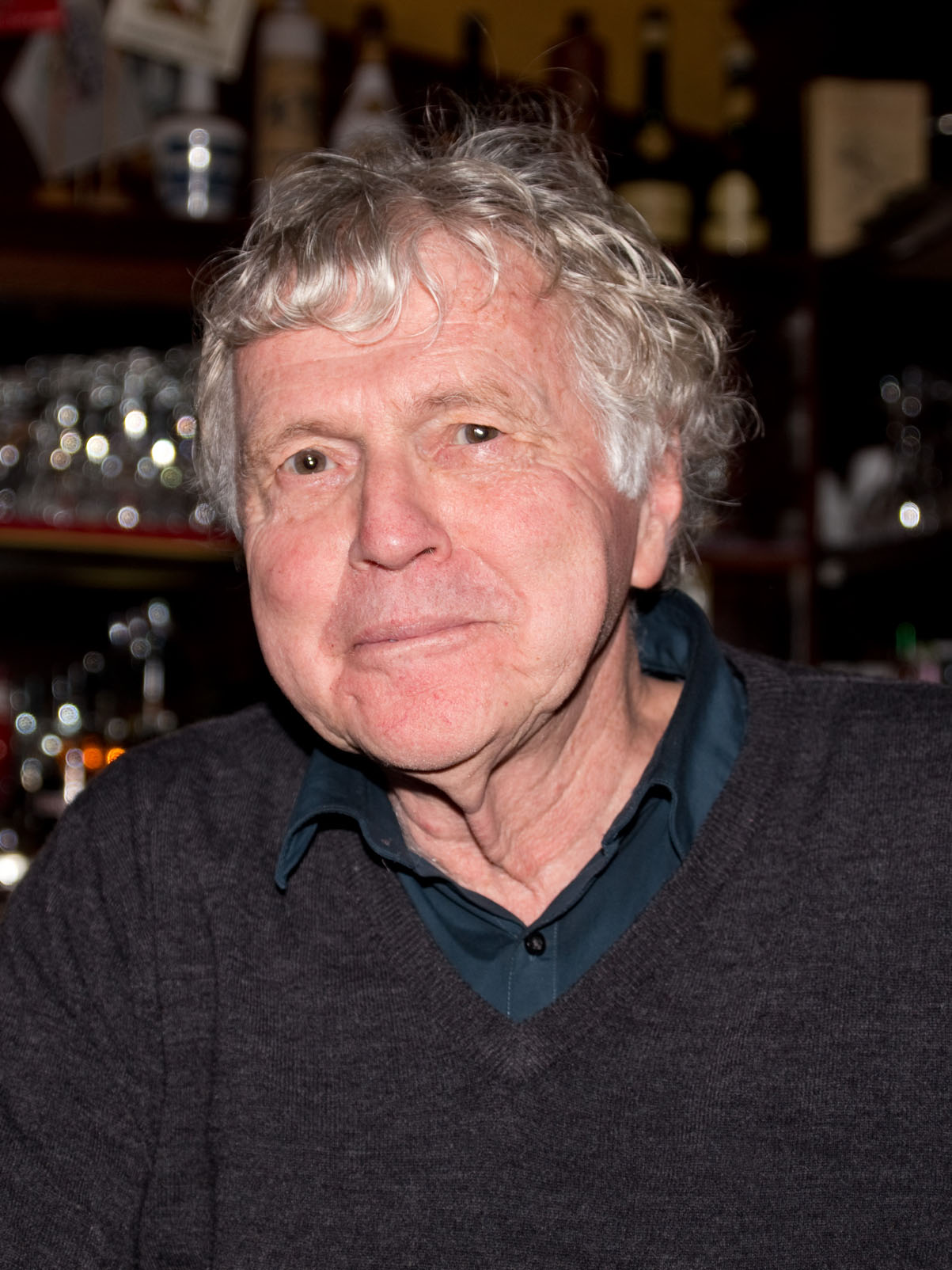
Anton van Hooff (2015)

Antonius Jacobus Leonardus (Anton) van Hooff (* 1943 in Den Haag) ist ein niederländischer Althistoriker und Autor. 

## Leben und Wirken
Im Jahre 1971 wurde Van Hooff mit der Dissertation „Pax romana: een studie van het Romeinse imperialisme“ an der Katholieke Universiteit Nijmegen promoviert. Anschließend war er zunächst als Lehrer tätig, bevor er von 1976 bis zu seinem Ruhestand 2008 als Dozent für Alte Geschichte an der Universität Nijmegen unterrichtete. Zu seinem Hauptinteressengebiet der Antike veröffentlichte er regelmäßig wissenschaftliche Aufsätze in verschiedenen Zeitungen und Zeitschriften, so etwa zu der römischen Kaiserzeit und deren wichtigen Vertretern, etwa Nero, später den Flaviern und einigen Nachfolgern aus der Gruppe der Adoptivkaiser. 
Van Hooff ist ein bekannter und kontroverser Kolumnist, der unter anderem scharf formulierte und provokative Texte für De Gelderlander schreibt.
Er setzt sich als Republikaner in den Niederlanden für eine Überwindung der Monarchie ein und war Mitglied der Republikanischen Genossenschaft, Republikeins Genootschap (RG). Am 3. Dezember 2014 hielt Van Hooff den ersten „Hans-van-den-Bergh-Vortrag“ der „Nieuw Republikeins Genootschap“ in De Balie.
Von 2009 bis 2015 war er Vorsitzender des Freidenkerverbandes De Vrije Gedachte.

## Veröffentlichungen (Auswahl)
- Zelfdoding in de antieke wereld. SUN, Nijmegen 1990, ISBN 90-6168-323-8.
  - englisch: From Autothanasia to Suicide. Self-killing in Classical Antiquity. Routledge, London 1990, ISBN 0-415-04055-8.
- De vonk van Spartacus: het voortleven van een antieke rebel. (1993)
- Thanatos und Asklepios. Wie antike Ärzte zum Tod standen.  In: Thomas Schlich, Claudia Wiesemann: Hirntod. Zur Kulturgeschichte der Todesfeststellung(= Suhrkamp Taschenbücher wissenschaft 1525). Suhrkamp, Frankfurt am Main 2001, ISBN 3-518-29125-4, S. 85–91 (Digitalisat).
- Nero & Seneca. De despoot en de denker. (2010)[3]
- Athene. Het leven van de eerste democratie. (2011)
- Marcus Aurelius. De keizer-filosoof. (2012)
- Klassiek. Geschiedenis van de Grieks-Romeinse wereld. (2013)
- Keizers van het Colosseum. Vespasianus, Titus en Domitianus. Ambo/Anthos Uitgevers, Amsterdam 2014, ISBN 978-9-0263-2742-1.
- Sterven in stijl. Leven met de dood in de klassieke oudheid. Ambo/Anthos Uitgevers, Amsterdam 2015, ISBN 978-9-0263-3199-2.
- Het Plakkaat van Verlatinge. (2018)